# Рахим-хан Кенгерли
Рахим-хан Кенгерли (азерб. Rəhim xan Kəngərli, перс. رحیم خان کنگرلی‎) — третий хан Нахичеванского ханства с 1769 по 1770 год.
Сын Гейдар Кули-хана из племени Кенгерли, он сменил предыдущего Хаджи-хана и пробыл у власти около года.
Из тбилисских документов, а именно из камеральных списков 1829 года известно, что его дочь Телли-бегум вышла замуж за сына Керим-хан Кенгерли по имени Имамгулу-хан.